# Menomonee Falls
Menomonee Falls ist ein Village im Waukesha County im Südosten des US-amerikanischen Bundesstaates Wisconsin und Bestandteil der Metropolregion Milwaukee. Das U.S. Census Bureau ermittelte bei der Volkszählung 2020 eine Einwohnerzahl von 38.527.

## Geschichte

### Historische Objekte
In Menomonee Falls befindet sich am Roosevelt Drive, die historische Third Street Bridge (auch bekannt als Roosevelt Drive Bridge). Die 1899 errichtete Brücke wurde am 21. September 1988 vom National Register of Historic Places als historisches Denkmal mit der Nummer 88001647 aufgenommen.

## Geographie
Menomonee Falls liegt auf 43°9'4" nördlicher Breite und 88°6'37" westlicher Länge und erstreckt sich über eine Fläche von 85,2 km².
Durch das Zentrum von Menomonee Falls verläuft in nordwest-südöstlicher Richtung der Wisconsin Highway 175, östlich des Ortes in der gleichen Richtung auf einer gemeinsamen vierspurig ausgebauten Strecke die U.S. Highways 41 und 45.
Menomonee Falls liegt 24,8 km nordwestlich des Stadtzentrums von Milwaukee. Weitere Städte in der näheren und weiteren Umgebung  von Menomonee Falls sind Waukesha, der 24,8 km südwestlich gelegene Verwaltungssitz des Waukesha County, Wisconsins Hauptstadt Madison (120 km westlich), Rockford im benachbarten Illinois (152 km südwestlich), Chicago (173 km südlich) sowie Green Bay (176 km nördlich).

## Demografische Daten
Bei der offiziellen Volkszählung im Jahre 2010 wurde eine Einwohnerzahl von 35.626 ermittelt. Die Bevölkerungsdichte lag bei 403,4 Einwohnern pro Quadratkilometer. Es gab 15.128 Wohngebäude, was einer Bebauungsdichte von 171,3 Gebäuden je Quadratkilometer entsprach.
Die Bevölkerung bestand im Jahre 2000 aus 96,5 Prozent Weißen, 1,5 Prozent Afroamerikanern, 0,2 Prozent Indianern, 0,9 Prozent Asiaten und 0,2 Prozent anderen. 0,7 Prozent gaben an, von mindestens zwei dieser Gruppen abzustammen. 1,2 Prozent der Bevölkerung bestand aus Hispanics, die verschiedenen der genannten Gruppen angehörten.
25,0 Prozent waren unter 18 Jahren, 5,4 Prozent zwischen 18 und 24, 30,5 Prozent von 25 bis 44, 23,4 Prozent von 45 bis 64 und 15,7 Prozent 65 und älter. Das mittlere Alter lag bei 39 Jahren. Auf 100 Frauen kamen statistisch 93,7 Männer, bei den über 18-Jährigen 90,8.
Das mittlere Einkommen pro Haushalt betrug 57.952 US-Dollar (USD), das mittlere Familieneinkommen 68.952 USD. Das mittlere Einkommen der Männer lag bei 46.861 USD, das der Frauen bei 31.783 USD. Das Pro-Kopf-Einkommen belief sich auf 27.454 USD. Rund 1,1 Prozent der Familien und 2,2 Prozent der Gesamtbevölkerung lagen mit ihrem Einkommen unter der Armutsgrenze.

## Bekannte Bewohner
- Mark Borchardt (* 1966) – Schauspieler und Regisseur – geboren in Menomonee Falls
- Andy Hurley (* 1980) – Schlagzeuger (Fall Out Boy) – geboren in Menomonee Falls
- Elmer Klumpp (1906–1996) – Baseballspieler (MLB – Washington Senators, Brooklyn Dodgers) – gestorben in Menomonee Falls
- Justus Henry Nelson (1850–1937) – Methodistischer Missionar im Amazonasgebiet – geboren in Menomonee Falls
- Vic Perrin (1916–1989) – Schauspieler – geboren in Menomonee Falls
- Richard Riehle (* 1948) – Schauspieler – geboren in Menomonee Falls
- Jim Sensenbrenner (* 1943) – Abgeordneter des US-Repräsentantenhauses seit 1978 – lebt in Menomonee Falls
- Mike Solwold (* 1977) – Footballspieler in verschiedenen NFL-Teams – geboren in Menomonee Falls
- Peter J. Somers (1850–1924) – Bürgermeister von Milwaukee, Abgeordneter des US-Repräsentantenhauses – geboren in Menomonee Falls
- Jessica Szohr (* 1985) – Schauspielerin – geboren in Menomonee Falls
- Mark Wilson (* 1974) – Golf-Profi – geboren in Menomonee Falls